# 光滑長吻鰩
光滑長吻鰩（學名：Dipturus laevis），為軟骨魚綱鰩目鰩科長吻鰩屬的一種，分布於西大西洋加拿大紐芬蘭大淺灘和聖勞倫斯灣南部至美國南卡羅萊納州海域，深度0至750公尺，在20世紀50年代達到頂峰之後，由於過度捕撈，數量在20世紀60年代和70年代初急劇下降。2003年，它被IUCN列為瀕危物種，然而，自1990年以來，族群數量大幅增加，到2012年甚至超過了20世紀60年代的族群規模，IUCN將該物種受危物種名單降至無危物種範圍。本魚體盤呈菱形狀，四角棱角分明，鼻子尖銳，上表面呈棕色至紅棕色，有許多分散的深色斑點、淺色條紋和網狀紋。每個胸鰭的中心都有一個橢圓形的斑點或斑塊，腹面顏色較淺，為白色至灰色，佈滿不規則的灰色斑點，體長可達163公分，棲息在大陸坡上層沙泥底質海域，為底棲性魚類，肉食性，以雙殼貝軟體動物、烏賊、螃蟹、龍蝦、蝦、蠕蟲與魚為食，卵生，卵囊為長方形，具有堅硬的觸角，幼魚可能傾向跟隨大的個體。該物種在緬因灣是具商業性魚類，魚肉可用作魚餌、魚粉和寵物食品，而其魚翅則出售給人類食用。

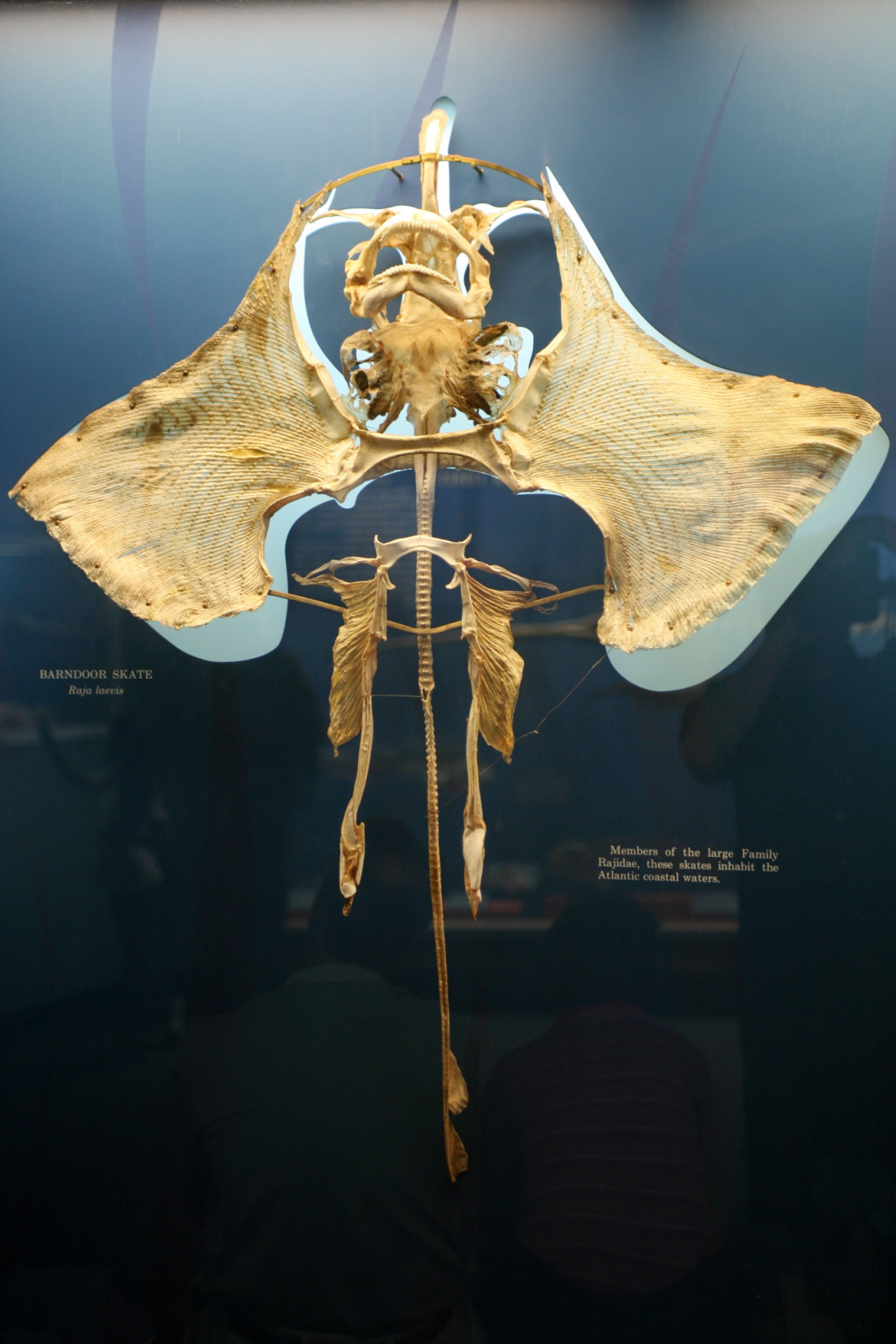
光滑長吻鰩的骨骼